# 憶病なヴィーナス
『憶病なヴィーナス』（おくびょうなヴィーナス）は、1986年3月21日にビクターエンタテインメントで発売されたOVA。全1話。
架空のアイドル「桐田裕美子（きりた ゆみこ）」を主人公にしており、ミュージックビデオ風に描いていくアニメ作品。企画の意図はテレビアニメ『魔法の妖精ペルシャ』の主題歌でデビューした岡本舞子のために作った音楽プロモーションビデオであり、劇中の主人公も岡本が演じた。劇中に登場する4曲の楽曲は尾崎亜美作曲の歌が使用されている。
パッケージの全名は『憶病なヴィーナス アニメヒロイン桐田裕美子デビュー』。また『臆病なヴィーナス』は誤表記。

## スタッフ
- 歌：桐田裕美子（岡本舞子）
- 演出：角銅博之
- 脚本：小林弘利
- キャラクターデザイン：北久保弘之
- 作画監督：姫野美智
- 特殊効果：大橋清
- 美術監督：沢田隆夫
- 背景：今野良子、上田美和子
- 美術監督補佐：須藤栄子
- 撮影監督：菅谷信行
- 撮影：神山茂男、菅谷英夫、神山茂男、高石稔、山川進
- 編集：清水慎治
- 音楽：尾崎亜美
- 現像：東映化学工業
- 制作：東映動画

## 劇中歌
- 100What?! Girl
  - 作詞：夏目純、作曲：尾崎亜美、編曲：今剛
- 無防備なあいつ
  - 作詞・作曲：尾崎亜美、編曲：今剛
- 夜のアリア—Starlight Dreaming—
  - 作詞：夏目純、作曲：尾崎亜美、編曲：今剛
- 憶病なヴィーナス
  - 作詞・作曲：尾崎亜美、編曲：今剛

## 映像ソフト
- 『憶病なヴィーナス アニメヒロイン桐田裕美子デビュー』 1986年3月21日発売 VHS:JHE0115